# Volksraad (Indes néerlandaises)
Pour les articles homonymes, voir Volksraad (homonymie).

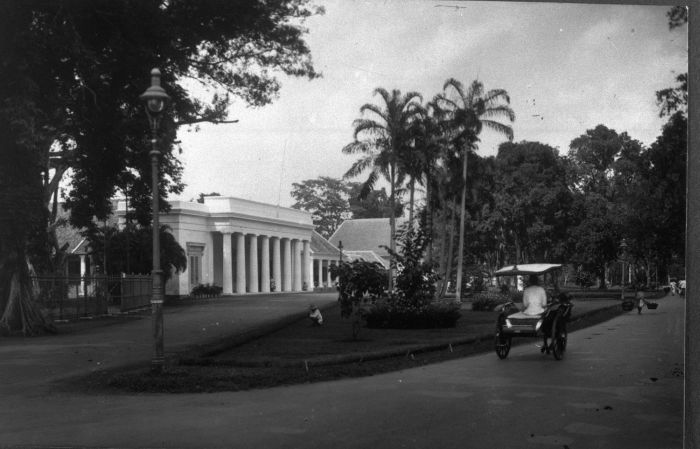
Bâtiment du Volksraad à Batavia vers 1925

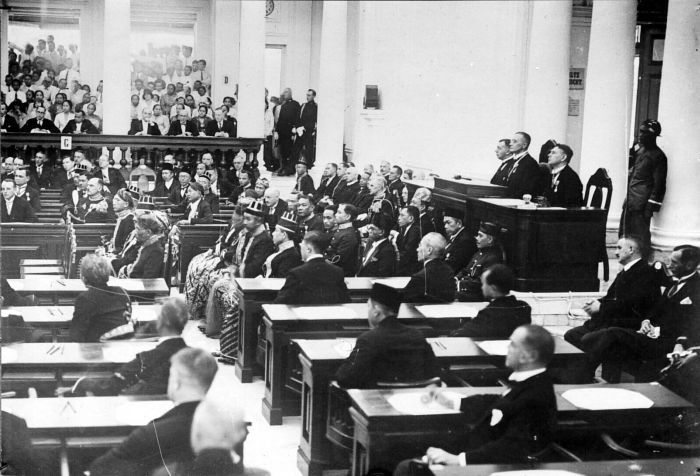
Session du Volksraad en 1930

Aux Indes néerlandaises, le Volksraad ou « Conseil du peuple » était un organe consultatif créé par le gouvernement colonial en 1917 et inauguré en 1918. Son rôle consistait à recueillir des doléances, mais il n'avait aucun pouvoir réel.
Le Conseil était constitué de membres élus et nommés. Les membres élus étaient choisis lors d'élections au sein des conseils régionaux et municipaux,tandis que les membres nommés étaient désignés par le gouverneur général.
À l'origine, la majorité des membres était nommée, et à prédominance européenne. En 1925, le Conseil devint un organe semi-législatif, mais les décisions demeuraient du ressort du gouverneur général. Les membres n'avaient qu'un rôle symbolique. Pour la population « indigène », ils n'étaient que des potiches, des marionnettes à la solde du colonisateur néerlandais. Toutefois, ces « doléances » permirent au ministère des colonies néerlandais de voir les tendances qui se dessinaient et les évolutions à apporter pour conserver cet ensemble colonial. Le Volksraad se révéla cependant beaucoup trop onéreux pour le pouvoir colonial, pour des résultats en fin de compte bien maigres, d'autant que toutes les décisions étaient prises par le ministère des colonies sans consultation au préalable du Volksraad.      
Compte tenu du grand nombre de langues indigènes, la décision fut prise d'imposer le néerlandais à partir de 1917. Le  choix d'une langue était un problème réel, car moins de 1 % des indigènes connaissait la langue du colonisateur. Le néerlandais n'était en fait parlé que par 300 000 à 350 000 Eurasiens et assimilés en 1938. Les représentants chinois pouvaient s'exprimer dans leur langue, à condition de recourir à un interprète pour traduire leurs propos soit en néerlandais, soit en anglais.     
Les débats se déroulaient en néerlandais et en anglais, car un grand nombre de colons investisseurs dans les plantations (surtout à Sumatra) étaient originaires de Grande-Bretagne, des États-Unis, du Canada, d'Australie et de Nouvelle-Zélande.
Très présents, les investisseurs et hommes d'affaires américains, britanniques et australiens constituèrent des groupes de pression, surtout pour détenir le monopole des achats du caoutchouc et autres matières premières nécessaires aux usines américaines (Ford, Chrysler, etc.). Les Chinois résidant aux Indes néerlandaises formaient le second lobby par ordre d'importance et contrôlaient le commerce intérieur et extérieur, y compris après l'indépendance en 1949. Cette situation suscita du ressentiment au sein de la population indonésienne, et en 1997-1998, lors du renversement du dictateur Suharto, des insurgés s'attaquèrent à des commerçants et à des hommes d'affaires chinois, accusés de soutien au régime : la communauté chinoise fut alors victime de pillages et déplora plusieurs centaines de morts. 
Tous les débats étaient retranscrits en archives en néerlandais et en anglais à partir de 1930. Cependant, à partir de 1933, dans un esprit d'ouverture mais aussi pour contrer en partie le nationalisme indigène, le Volksraad toléra la langue qui devint plus tard le Bahasa Indonesia ou indonésien.   